# Home Nations Championship 1885
Home Nations Championship 1884 – trzecia edycja Home Nations Championship, mistrzostw Wysp Brytyjskich w rugby union, rozegrana pomiędzy 3 stycznia a 7 marca 1885 roku. Zawodów nie udało się jednak ukończyć – w ostatniej kolejce Szkoci odmówili rozegrania meczu z Anglią z powodu sędziowania w ich ostatniej potyczce, podobnie Walia i Irlandia odmówiły rozegrania meczu między sobą.
Zgodnie z ówczesnymi zasadami punktowania, zwycięzcą meczu była drużyna z większą liczbą goli. Przy jednakowej liczbie goli zwyciężał natomiast zespół, który zdobył więcej przyłożeń.

## Mecze
| 3 stycznia 1885 | Walia                         | 1G, 2P – 1G, 5P | Anglia                                                                        | St. Helen's Ground, Swansea Widzów: 5 000 Sędzia: Charles Lewis |
| 3 stycznia 1885 | Punkty: Jordan (2P) Gould (G) | Relacja         | Punkty: Hawcridge (P) Kindersley (P) Ryalls (P) Teggin (P) Wade (P) Payne (G) | St. Helen's Ground, Swansea Widzów: 5 000 Sędzia: Charles Lewis |

| 10 stycznia 1885 | Szkocja | 0G – 0G | Walia | Hamilton Crescent, Glasgow Widzów: 3 000 Sędzia: George Rowland Hill |
| 10 stycznia 1885 | Relacja |         |       | Hamilton Crescent, Glasgow Widzów: 3 000 Sędzia: George Rowland Hill |

| 7 lutego 1885 | Anglia                           | 0G, 2P – 0G, 1P | Irlandia           | Whalley Range, Manchester Widzów: 7 000 Sędzia: Horace Lyne |
| 7 lutego 1885 | Punkty: Bolton (P) Hawcridge (P) | Relacja         | Punkty: Greene (P) | Whalley Range, Manchester Widzów: 7 000 Sędzia: Horace Lyne |

| 7 marca 1885 | Szkocja                                               | 1G – 0G | Irlandia | Raeburn Place, Edynburg Sędzia: Hugh Kelly |
| 7 marca 1885 | Punkty: Peterkin (P) Reid (P) Wauchope (P) Veitch (P) | Relacja |          | Raeburn Place, Edynburg Sędzia: Hugh Kelly |